# Tyrinthia photurina
Tyrinthia photurina là một loài bọ cánh cứng trong họ Cerambycidae.